# 版权欺诈

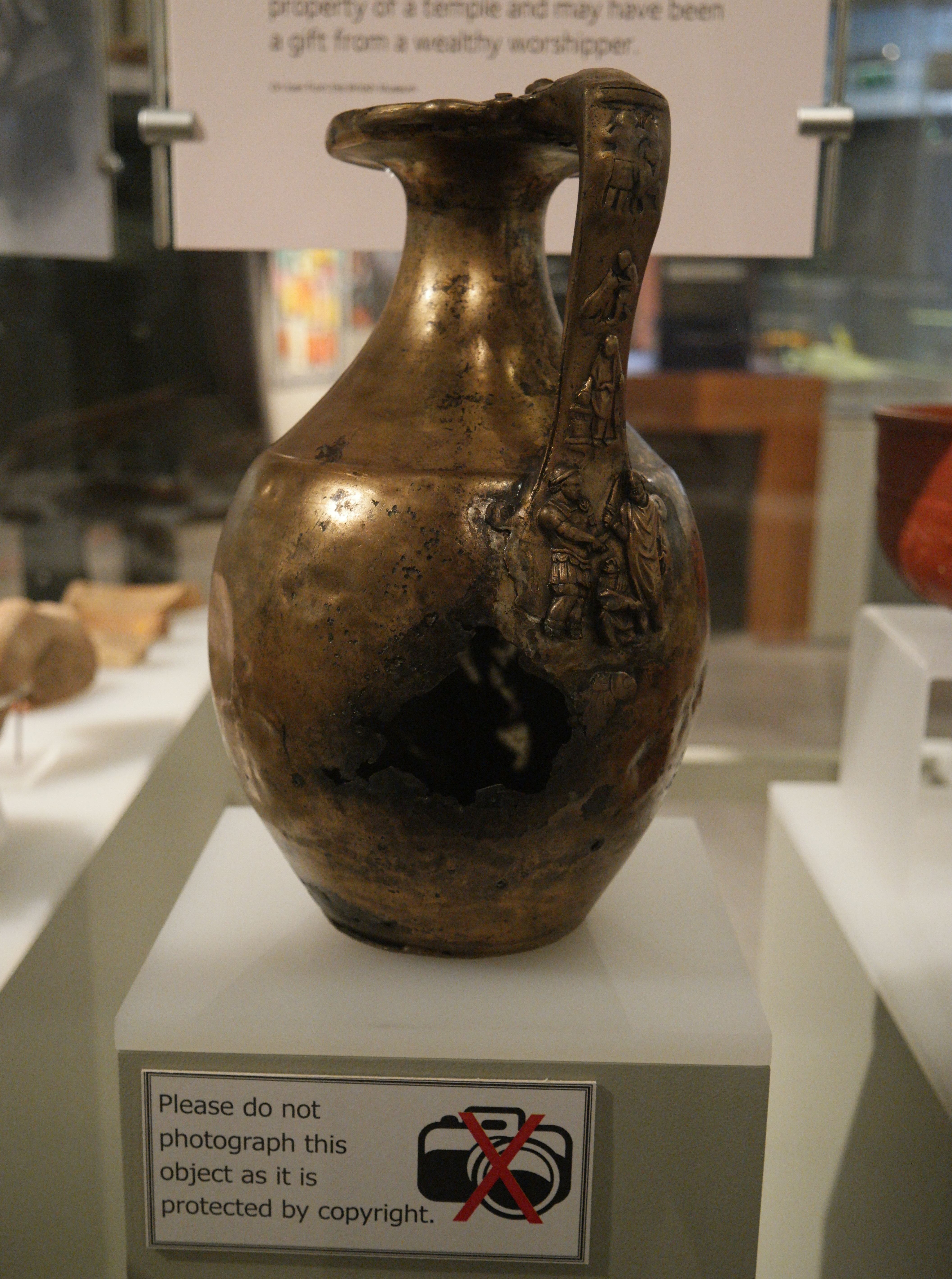
英国博物馆收藏的二世纪青铜壶在借展给图利之家博物馆期间遭到虚假的版权宣称

版权欺诈（英語：Copyfraud）是个人或机构对公共领域内容提出的虚假版权主张。至少根据美国和澳大利亚版权法来说，此类主张是非法的，因为不受版权保护的材料可供所有人免费使用、修改和复制。版权欺诈还包括出版商、博物馆和其他机构提出的过度主张，即合法版权所有者故意或具有推定性知识，主张超出法律允许范围的权利。
“版权欺诈”一词是由伊利诺伊大学法学教授杰森·玛佐（Jason Mazzone）创造的。由于版权欺诈很少或完全没有受到当局的监督，也几乎没有法律后果，因此普遍存在，使得数以百万计的公共领域作品被错误地标记为受版权保护。企业和个人因此需要支付本不必要的许可费用。玛佐指出，版权欺诈会扼杀自由内容的有效使用、阻碍创新、损害言论自由权。:1028其他法律学者提出了公共和私人补救措施，并且已经提起了一些涉及版权欺诈的案件。

## 定义
玛佐将版权欺诈描述为：
- 声明公有领域材料的版权所有权。[3]:1038
- 版权所有者施加超出法律允许的限制。[3]:1047
- 根据副本或档案的所有权主张版权所有权。[3]:1052
- 将版权声明附加到转换为不同媒体的公共领域作品。[3]:1044–45

## 法律问题

### 虚假版权声明
据版权专家玛佐和斯蒂芬·菲什曼（Stephen Fishman）称，大量属于公有领域的作品被大型出版商转载和出售，这些出版商声明或暗示他们拥有这些作品的版权。虽然出售公共领域作品的副本是合法的，但声称或暗示拥有这些作品的版权可能构成欺诈。
玛佐指出，尽管美国政府保护版权，但几乎没有为公共领域的作品提供保护:8。因此，对公共领域作品版权的虚假主张（版权欺诈）十分常见:8。出版商通过谎称自己拥有版权而获得了巨大的利润。美国法典（USC）第17章第506(c)条禁止三种不同的行为：（一）在文章中加入虚假的版权声明；（二）公开传播带有虚假版权声明的文章；（三）导入公开发布的带有虚假版权声明文章。检方必须证明所指控的行为是“具有欺诈意图”。违反第506(c) 和506(d)条将分别处以最高2,500美元的罚款。这些条款均不存在私人诉讼权。没有一家公司因违反该法律而被起诉。
玛佐认为，版权欺诈通常会成功，因为将有关版权的虚假陈述定为刑事犯罪的法律很少且执行不力，很少有人有能力就材料的版权状态提供法律建议，也很少有人愿意冒着诉讼的风险抵制经销商索要的欺诈性许可费。

### 通过许可证限制使用

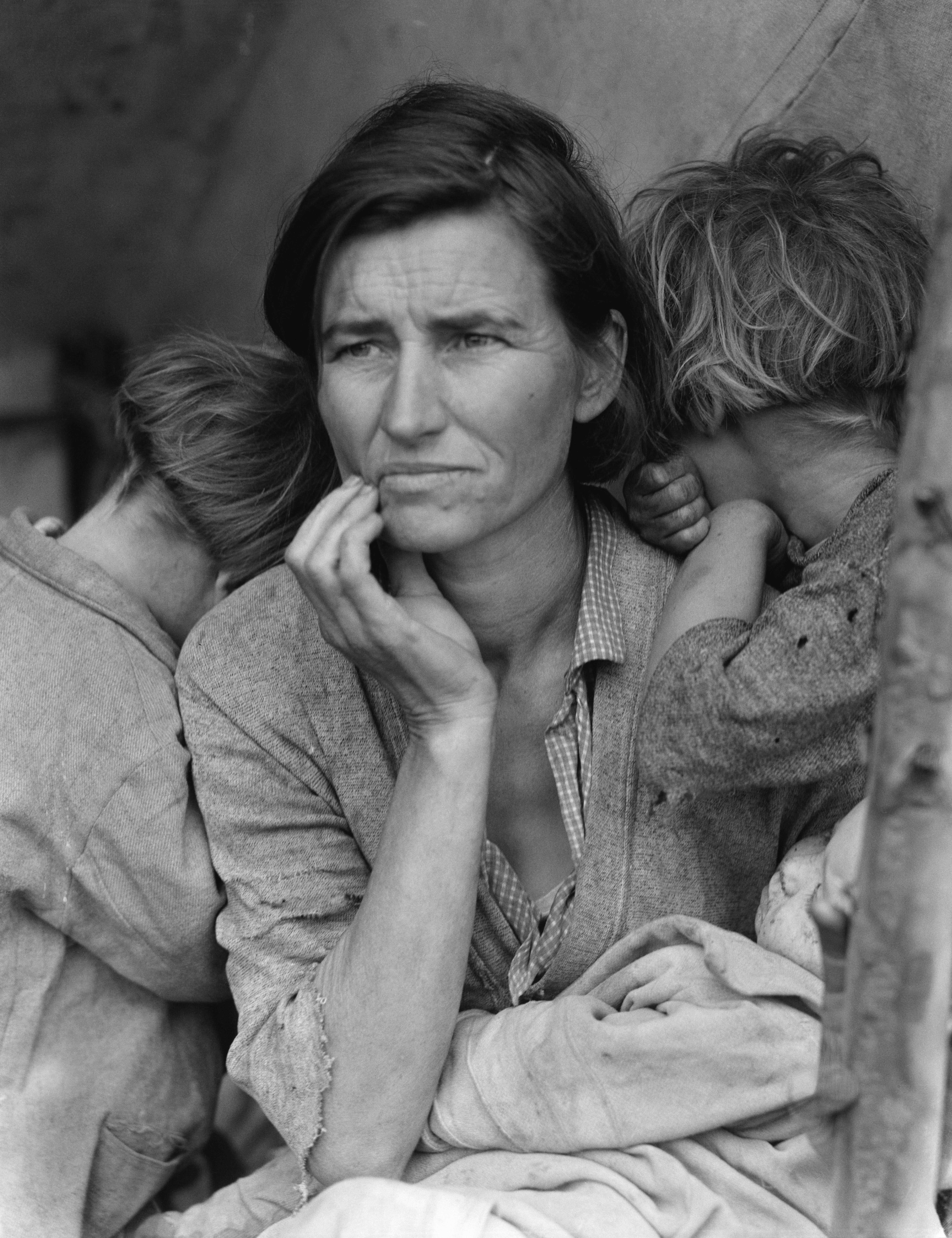
多萝西娅·兰格的《移民母亲》

以虚假版权主张出售公共领域材料的公司通常要求买方同意通常称为许可的合同。许多此类在线购买材料的许可证要求买家单击按钮“接受”其条款，然后才能访问材料。图书出版商（无论是硬拷贝还是电子书）有时会在公共领域材料的汇编中包含类似许可的声明，旨在限制买家如何使用印刷材料。例如，多佛出版社（Dover Publications）出版公共领域剪贴画集，通常包含旨在限制插图使用方式的声明。菲什曼表示，虽然根据联邦法律，卖方无法成功起诉侵犯版权，但他们可以根据许可起诉违约行为。
沃克·埃文斯（Walker Evans）和多萝西·兰格（Dorothea Lange）拍摄的公共领域照片，可从美国国会图书馆无限制下载，也可从盖蒂图像（Getty Images）下载，但需同意其条款并支付为期六个月、最高5,000美元的许可费。当摄影师卡罗尔·M·海史密斯起诉盖蒂图片社声称他们拥有她捐赠给公共领域的照片的版权时，盖蒂图片社承认她的照片属于公共领域，但表示尽管如此，它仍有权对分发这些材料收取费用，因为“分发和提供对公共领域内容的访问权不同于主张对其的所有权”。
菲什曼认为，由于美国联邦法律在与联邦法律冲突时优先于州法律，因此此类类似版权的许可应该无法执行。然而，尽管所使用的材料属于公共领域，但前两起涉及违反此类许可的案件决定许可是可执行的： 参见ProCD, Inc. v. Zeidenberg（1996）和Matthew Bender v. 法学（2000）。

## 材料种类

### 印刷作品
收藏：公共领域材料的收藏，无论是扫描和数字化、 还是重印，仅保护材料的排列，但不保护收集的个人作品。 然而，许多公共领域收藏的出版商仍然会发布涵盖整个出版物的版权声明:11。  
美国政府出版物：美国政府出版的大部分文字、插图和照片均属于公共领域，不受版权保护。某些例外可能包括包含受版权保护的材料（例如非政府照片）的出版物。但许多出版商在复制的政府文件上附有版权声明，例如沃伦报告中的版权声明。一些出版商知道对复制的政府出版物提出虚假版权声明的处罚很小，因此干脆无视法律。:13

### 数字图书馆

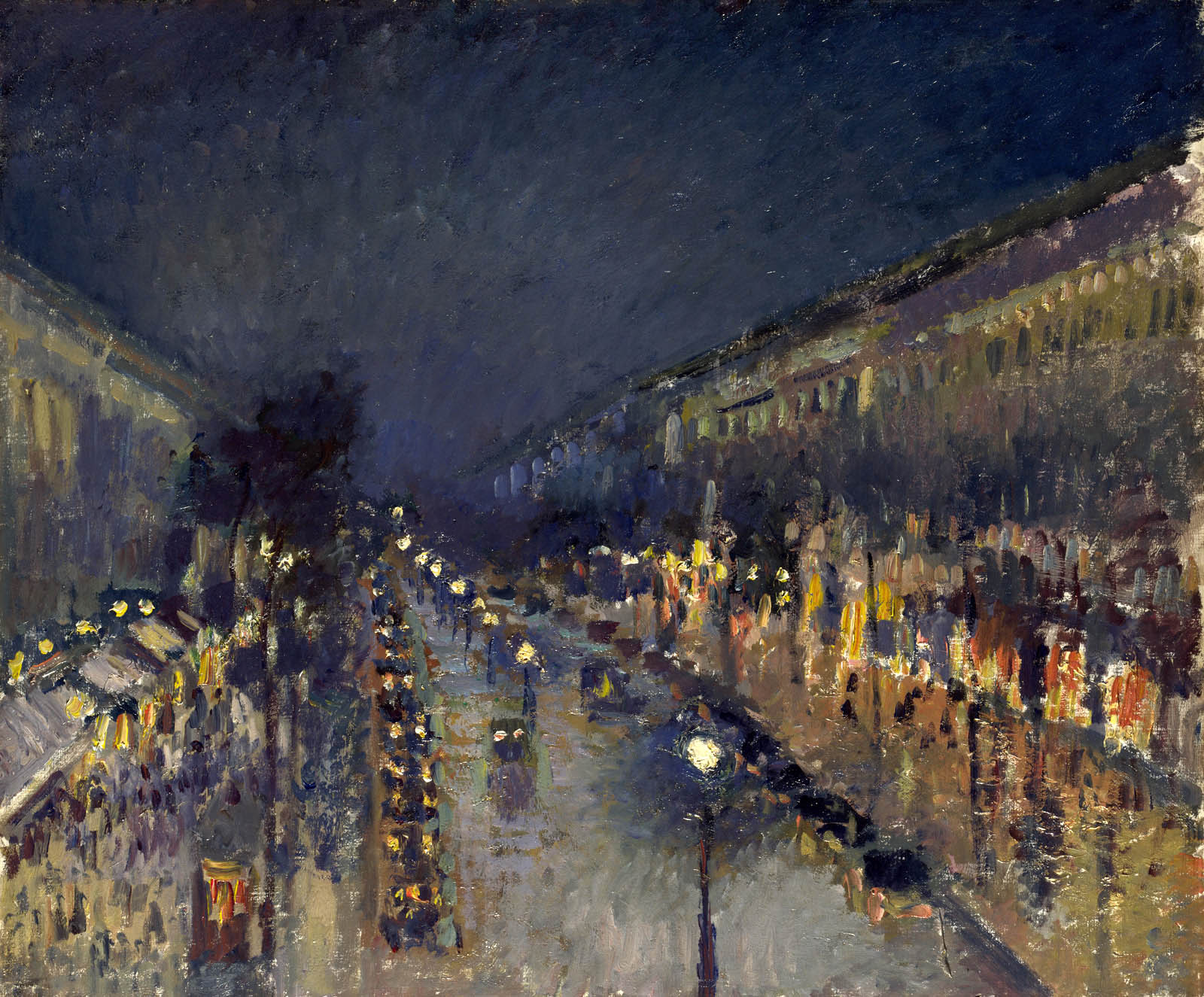
卡米尔·毕沙罗的《蒙马特大道之夜》（1898）

艺术和摄影：出版商经常对其公共领域艺术品和照片的复制品施加版权声明和限制。然而，无论是照片还是绘画复制品，复制品都没有版权，因为没有原创性。1999年布里奇曼艺术图书馆诉科瑞尔公司案（Bridgeman Art Library v. Corel Corp.）这一著名的法庭案例对此进行了解释：“仅仅临摹过程中的技术、劳动或判断不能赋予原创性”。  然而，尽管美国联邦法院做出了明确裁决，但玛佐指出，布里奇曼艺术图书馆并没有因在法庭上的败诉而畏缩，并继续主张对著名艺术家的无数公共领域作品的复制品的版权，受影响的包括前几个世纪的艺术家，例如卡米尔·毕沙罗。:15 ， 
玛佐还以比尔·盖茨创立的 Corbis 为例，该公司后来与类似的图库公司盖蒂图像合并。盖蒂拥有超过2亿件待售物品，其中大部分已被扫描和数字化，以便在网上销售和分发。其庞大的收藏包括许多二维公共领域作品的图像。其他数字图书馆，包括ARTstor和Art Resource，都声称对其提供的图像拥有版权，并对图像的使用方式施加了限制。:16

### 原创艺术品、手稿和档案
除了在线数字图书馆之外，许多拥有原始手稿、照片和美术作品的图书馆、档案馆和博物馆都声称拥有这些物品的副本的版权，因为它们拥有原件。然而，其中许多物品是在20世纪之前创建的，并且已成为公共领域的一部分。玛佐举的一个例子是美国古物学会，该协会拥有大量美国早期文献档案。获取任何这些文件的副本的条款和条件需要同意其许可并付款。:16
另一个资料库，纽约州历史协会位于纽约的费尼莫尔艺术博物馆，同样要求其档案的用户在访问或复制其收藏的 19 世纪和 20 世纪早期照片中的任何内容之前，首先同意他们的条款，其中大部分是早已成为公共领域的一部分。

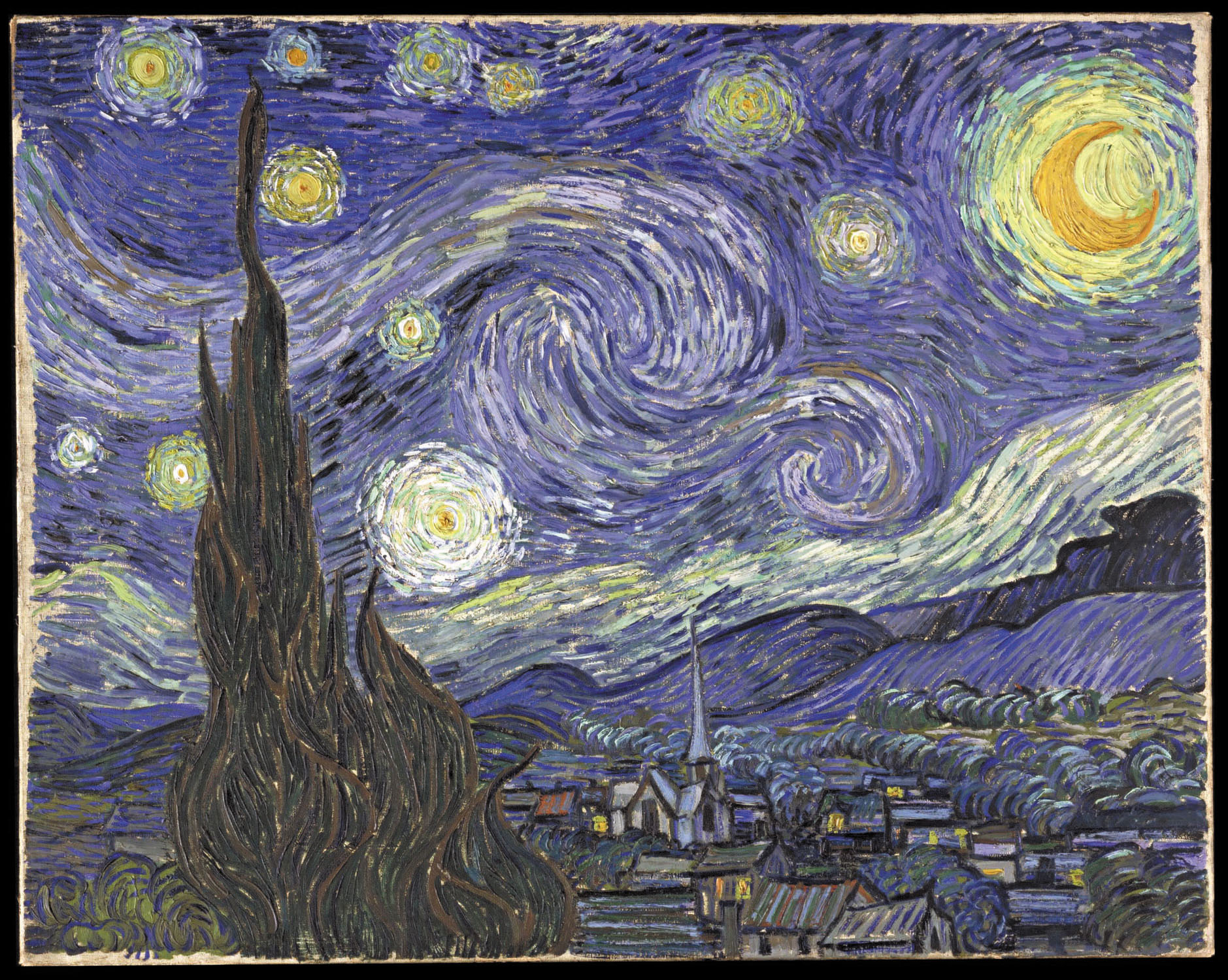
博物馆印刷的梵高等艺术家的公共领域作品的复制品通常带有可疑的版权声明。

根据玛佐的说法，档案馆和博物馆通常在不存在版权的情况下主张版权所有权，并错误地要求用户同意其许可以及条款和条件:17。美国档案工作者协会前主席彼得·希尔特尔（Peter Hirtle）写道，“许多存储库希望对其持有的材料的进一步使用保持一种类似版权的控制，类似于授予版权所有者的垄断权”。例如，玛佐发现公共、纳税人支持的机构虚假主张版权的趋势尤其令人不安：“我们应该能够期望公共领域作品留在公共领域作为回报。”他认为国会图书馆是能够正确说明作品是否受版权保护的档案馆之一。:18
例如，波士顿美术博物馆的大量艺术品收藏中包括许多十九世纪的艺术品。:17尽管它们已经成为公共领域的一部分，但博物馆声称他们拥有它们的版权，因此要求参观者在获得任何作品的副本之前同意其条款，即：“这些图像不是所描绘作品的简单复制品并受版权保护 ...外交部定期提供图像以供复制和出版，例如研究论文和教科书”。

### 英国
在英国，博物馆和图书馆对其藏品中的材料图像主张权利并收取复制费的情况仍然很常见。2017年11月，27位著名艺术史学家、博物馆馆长和评论家致信《泰晤士报》，敦促“英国国家博物馆对复制历史绘画、版画和素描图像收取的费用是不合理的，应该废除”。他们评论说，“博物馆声称他们在通过摄影或扫描忠实地复制二维艺术品时创造了新的版权，但法律是否支持这一点值得怀疑”。他们认为，收费阻碍了知识的传播，而知识的传播正是公共博物馆和画廊的目的，因此“对艺术史构成了严重威胁”。因此，他们建议英国国家博物馆“效仿越来越多的国际博物馆（例如阿姆斯特丹国家博物馆）的榜样，开放获取公有的、不受版权保护的绘画、版画和图画的图像，以便它们可供公众免费使用”。 安德里亚·华莱士 (Andrea Wallace)2022年的一项研究发现，英国画廊、图书馆、档案馆和博物馆“对公共领域的含义、包括和应该包括的内容存在根本性误解”。阿诺德大法官于2023年11月做出的上诉法院判决（THJ v. Sheridan，2023）澄清，在英国，制作二维公共领域艺术品的照片复制品不会产生新的版权。

### 公共领域电影
公共领域素材的实际物理副本的所有者经常对其使用施加限制并收取许可费。结果是，纪录片制片人在很多情况下发现几乎不可能制作电影，或者完全放弃项目。举个例子，芝加哥Kartemquin Films的电影制作人戈登·奎因（Gordon Quinn）了解到，他想在电影中使用的公共领域联邦政府镜头被认为是由一位导演拥有版权，然后这位导演想要付费使用它:18。同样，斯坦福大学教授扬·克拉维茨（Jan Krawitz）需要将公共领域的剪辑纳入教学影片中，但拥有该影片的档案馆没有区分受版权保护的作品和公共领域的作品，从而要求她支付大量费用。:18
马特·邓恩（Matt Dunne）在一本流行的电影制作行业杂志上撰文讨论了这个问题，他表示，电影制作人现在“由于成本或自我审查材料而放弃项目”......独立电影制作人社区的感受是，许可授权问题已经达到了危机点。因此，另一家行业杂志《MovieMaker》建议制片人“永远不要假设任何电影剪辑属于公共领域”。玛佐将这种新的“许可文化”描述为一种根深蒂固的规范，这种规范建立在对未经许可使用任何先前作品的恐惧之上:19。这些许可费通常是电影预算的主要部分，这导致更多制片人简单地从电影中删除任何片段，而不是处理获得许可的问题。根据娱乐律师费尔南多·拉米雷斯的说法，这个行业的座右铭是“当有疑问时，就放弃它”。

## 分析
玛佐将责任归咎于违规者和政府：
著作权法本身就为版权欺诈创造了强大的诱因。《著作权法》没有规定对虚假声称拥有公有领域材料所有权的行为进行民事处罚。对于错误地避免合法复制或为复制他们实际上有权免费使用的东西而付费的个人，该法也没有补救措施。虽然根据该法案，从技术上讲，虚假声称版权是一种刑事犯罪，但起诉极为罕见。这些情况造成了规模不小的欺诈行为，公有领域的数百万件作品被视为受版权保护，每年支付无数美元的许可费来制作可以免费制作的复制品。复制欺诈扼杀了有效的复制形式，破坏了言论自由。
他还补充说，“版权欺诈破坏了宪法平衡，破坏了第一修正案的价值观”，抑制了言论自由，扼杀了创造力。:1029–30

## 相关法律

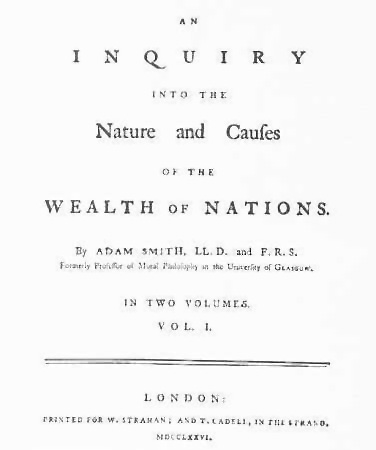
已有数百年历史的公共领域书籍的现代版本，例如亚当·斯密的《國富論》（1776年），经常在新出版商声称拥有版权的情况下出售。

在美国版权法中，只有两节涉及对公共领域材料的不当版权主张：第506(c)条将欺诈性使用版权声明定为刑事犯罪，第506(e)条则惩罚故意在公共领域材料中虚假陈述重要事实。版权登记申请:1036。第512(f)条还对使用《數字千年版權法》的安全港条款删除发行人明知不侵权的材料进行惩罚。
但美国版权法并没有明确规定采取任何民事诉讼来补救对公共领域材料的非法版权索赔，该法案也没有规定对受到损害的个人进行救济：通过避免复制或付费获得使用公共领域材料的许可:1030。 彼得·萨伯教授认为，美国政府应该“对版权欺诈的处罚至少与对侵权的处罚一样严厉；也就是说，对待思想流通量的不当减少至少与对待侵权行为一样严肃”思想流通的错误增加。
在英国，罗南·迪兹利（Ronan Deazley）和罗伯特·沙利文（Robert Sullivan）认为，要求用户为版权法允许的公平使用支付许可费的条款可能违反《2006年欺詐罪法令》第2条 ，并构成虚假陈述欺诈罪。
在澳大利亚，《1968年澳大利亚版权法》第202条对“毫无根据的法律诉讼威胁”进行处罚，并为任何虚假版权侵权指控提供了诉讼理由。这包括虚假声称公共领域材料的版权所有权，或声称施加超出法律允许的版权限制。
美国法律学者保罗·J·希尔德（Paul J. Heald）写道，根据多种商法理论，虚假版权侵权的付款要求可能会在民事诉讼中遭到抵制：（一）违反所有权保证；（二）不当得利；（三）欺诈；（四）虚假广告。 希尔德引用了一个案例，其中第一个理论在版权背景下得到了成功应用：Tams-Witmark Music Library v. New Opera Company。 
科利·多克托罗在2014年的波音波音文章中指出，“对在线公共领域图书扫描件进行限制的做法十分普遍”，并且许多“强大的实体游说在线服务采用‘先下手为强’的办法来删除版权，而欺诈的受害者却没有强有力的声音为他们辩护。”谭雅·阿西姆·库珀 （anya Asim Cooper）教授写道，Corbis对其公共领域艺术图像数字复制品的版权主张是“虚假的......滥用的 ...”通过要求支付不必要的费用，来限制公众获取属于公众的艺术作品的权利，并抑制宪法所保障的新的、创造性的表达和“进步”的扩散。
查尔斯·艾希尔（Charles Eicher）指出，Google图书、知识共享对公共领域作品进行“授权”以及其他领域都存在着普遍的版权欺诈现象。他解释了其中一种方法：扫描一本公共领域的书后，“将其重新格式化为PDF，标上版权日期，将其注册为具有ISBN的新书，然后将其提交给Amazon.com进行销售或作为Kindle上的电子书。一旦该书被列出出售……将其提交给Google Books以纳入其索引。Google会从每笔转介给亚马逊或其他书商的销售中赚取少量回扣。”

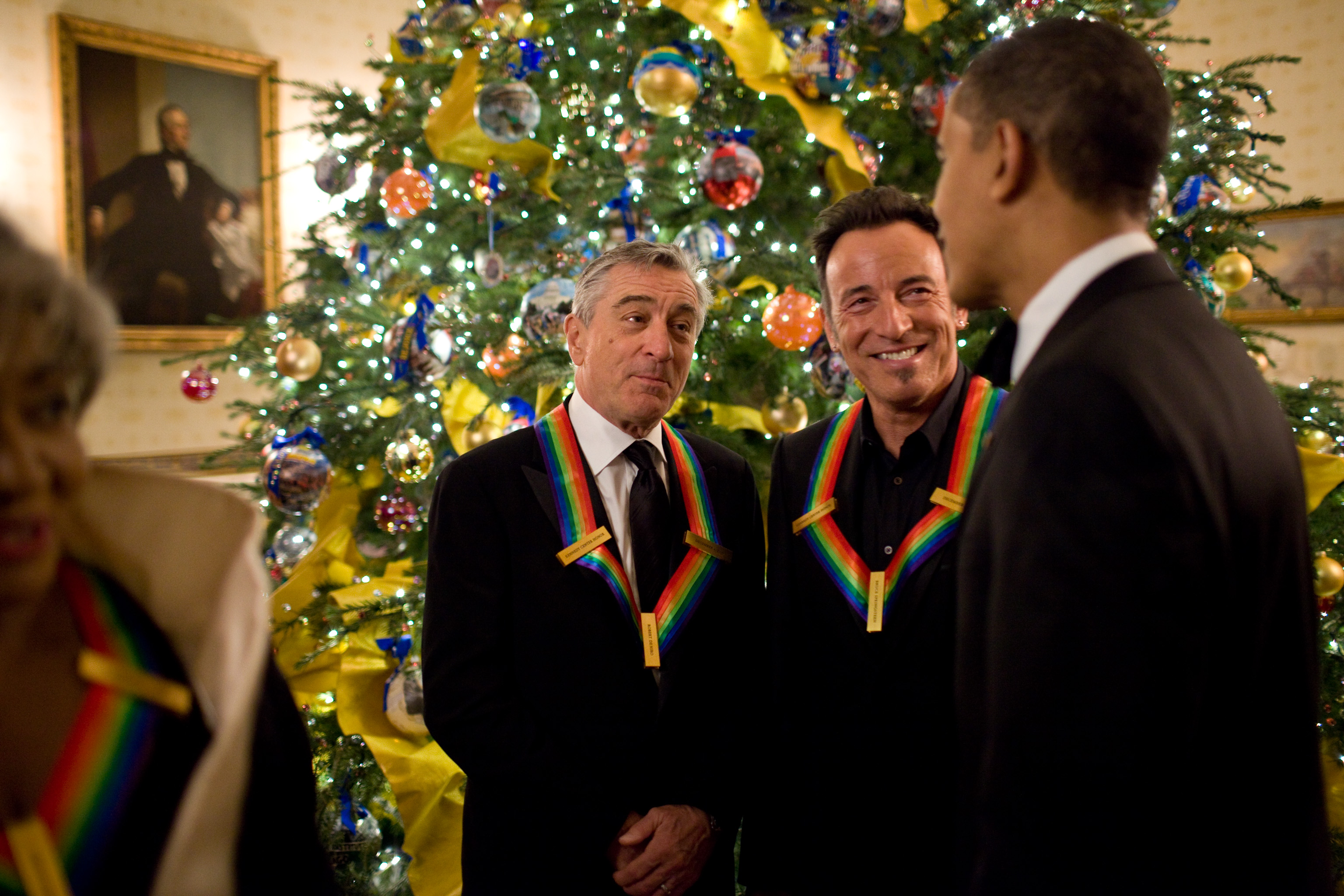
这张来自白宫Flickr帐户的图片不受版权保护，因为它是美国联邦政府的作品。 然而，它有一个错误的说法，即“照片不得以任何方式操纵”。

## 指控不当版权主张的诉讼
- 1984年，环球影业起诉任天堂，阻止任天堂从其大金刚街机游戏中获利，声称大金刚与环球影业的金刚过于相似。任天堂的律师表示，环球影业在1975年对RKO General的法律诉讼中成功地辩称《金刚》属于公有领域。任天堂还赢得了上诉、反诉和进一步上诉。[35][36][37]
- 2006年，迈克尔·克鲁克（Michael Crook）对多个网站提出了DMCA索赔，声称他拥有他在福克斯新聞节目Hannity & Colmes中登场时的屏幕截图版权。在2007年3月的和解协议中，克鲁克同意撤回索赔，“参加版权法课程，并为干涉其目标的言论自由权道歉”。[38][39]
- 2009年，英国國家肖像館的律师通知由维基媒体基金会托管的免费内容多媒体存储库维基共享资源编辑者德里克·库切（Derrick Coetzee）侵犯了其版权。德里克·库切从肖像馆的数据库下载了超过3300张高清照片，并且上传到了维基共享资源以供再次使用。[40]
- 2013年，莱斯利·克林格在伊利诺伊州指控阿瑟·柯南·道尔遗产委员会存在版权欺诈行为。遗产委员会要求克林格支付在他的书中使用夏洛克·福尔摩斯人物形象以及1923年之前出版的柯南·道尔作品中其他人物和元素的许可费。美国最高法院同意克林格的观点，裁定这些字符和元素属于美国公有领域。[41]
- 2013年，纪录片公司Good Morning to You Productions起诉华纳/查佩尔音乐公司Warner/Chappell Music谎称拥有歌曲《祝你生日快乐》的版权。[42][43]2015年9月，法院作出简易判决，裁定Warner/Chappell的版权主张无效，该歌曲属于公有领域，但Warner/Chappell对该歌曲的特定钢琴编曲除外。[44][45]
- 2015年，伦茨诉环球音乐公司案Lenz v. Universal Music Corp确认了一项裁决，即版权所有者在对互联网上发布的内容发出删除通知之前，必须善意考虑合理使用。[46] [47]Boing Boing认为DMCA的这种使用是“虚假投诉”，是一种版权欺诈[48]。对在自由许可下使用的作品的不当版权主张，例如德国版税收藏家GEMA在2011年提出的版权主张，被称为版权欺诈。[49]
- 2016年，摄影师卡罗尔·海史密斯（Carol M. Highsmith）起诉两家图库摄影组织：盖蒂图像和Alamy，索赔13.5亿美元，因为他们试图对她免费发布的18,755张照片主张版权并收取使用费。盖蒂曾要求她为在自己的网站上使用了一张自己的图片而付费[50][51]。2016年11月，法院驳回了有关联邦版权索赔的诉讼，其余问题在庭外解决。[52]
- 2016年，提起 2013 年“生日快乐”诉讼的同一法律团队提起诉讼，指控对歌曲“我们将克服”和“这片土地是你的土地”的虚假版权主张。[53][54]
- SCO Group， Inc. 诉Novell， Inc.
- Online Policy Group诉Diebold，Inc.案（与DMCA删除有关的虚假陈述案件)
- 2019年，YouTube对一名个人提起诉讼，指控该个人滥用 DMCA 删除功能向该网站的其他用户勒索钱财。[55]

## 其他值得注意的使用和不当版权主张的认可
- 2015年，美国古物协会（American Antiquarian Society）更新了其网站，以反映不主张版权的权利和复制政策。此前，该协会因其在公共领域的藏品主张所有权而受到批评。AAS允许用户“自由下载和使用其在线图像数据库中的任何图像”，并且不需要用户引用该库作为来源。此外，AAS 现在允许在其阅览室内进行不受限制的摄影。[3]:1053[56]
- 2015年，两人获得了柏林新博物馆展出的娜芙蒂蒂胸像的3D扫描。他们在互联网上发布了数据，允许公众仿制半身像。他们的目标是反抗“‘超级所有权'"文化和“博物馆经常对与公众分享藏品信息数据施加的严格限制……即使他们的案件缺乏法律支持，博物馆和政府也可以尝试使用版权法或合同法来限制对文化材料的访问，声称他们完全拥有所有数据和图像，或者使用数字版权管理技术来完全锁定他们的数据。结果就是版权欺诈。[2]
- 2015年，一家名为Rumblefish的公司谎称拥有公共领域歌曲《美丽的阿美利加》的YouTube视频的版权，该视频由美国海军乐队演奏，而该乐队的表演均属于公共领域。在其声明遭到上传者Adafruit Industries 的质疑后，Rumblefish撤回了该声明。2019年，同一视频再次受到虚假版权声明的打击，这次是索尼音乐子公司The Orchard [57] [58]提出的。[59]
- 2015年, Ashley Madison发布了大量DMCA通知，试图阻止记者和其他人使用公共领域信息。索尼在2014年也做了同样的事情。[60]
- 2017年，葡萄牙通过了反规避法修正案，规定实施数字版权管理来限制对已进入公共领域的作品的使用是非法的。[61]
- 2019年，中国最大的图片素材提供商视觉中国集团关闭了其网站，原因是该公司谎称拥有视界望远镜拍摄的黑洞图像、中华人民共和国国旗和各种企业标志等图像的版权。[62]

## 延伸阅读
- Mazzone, Jason. . Stanford Law Books. 2011. ISBN 978-0804760065.
- Ebbinghouse, Carol. . Searcher: The Magazine for Database Professionals. January 2008, 16 (1): 40–62  [July 5, 2017]. （原始内容存档于March 28, 2017）.
- Gévaudan, Camille.  [How Wikimedia defends the public domain against "Copyfraud"]. Liberation. 3 December 2015  [2024-03-31]. （原始内容存档于2024-09-10） （法语）.
- Blanc, Sabine. . La Gazette. 1 April 2016  [2024-03-31]. （原始内容存档于2023-04-21） （法语）.
- Gary, Nicolas. . ActuaLitté. 23 January 2016  [2024-03-31]. （原始内容存档于2018-11-21） （法语）.
- Cronin, Charles Patrick Desmond. . USC Law Legal Studies Paper No. 16-13. 8 March 2016. S2CID 62370801. doi:10.2139/ssrn.2731935.